# 布古尼省

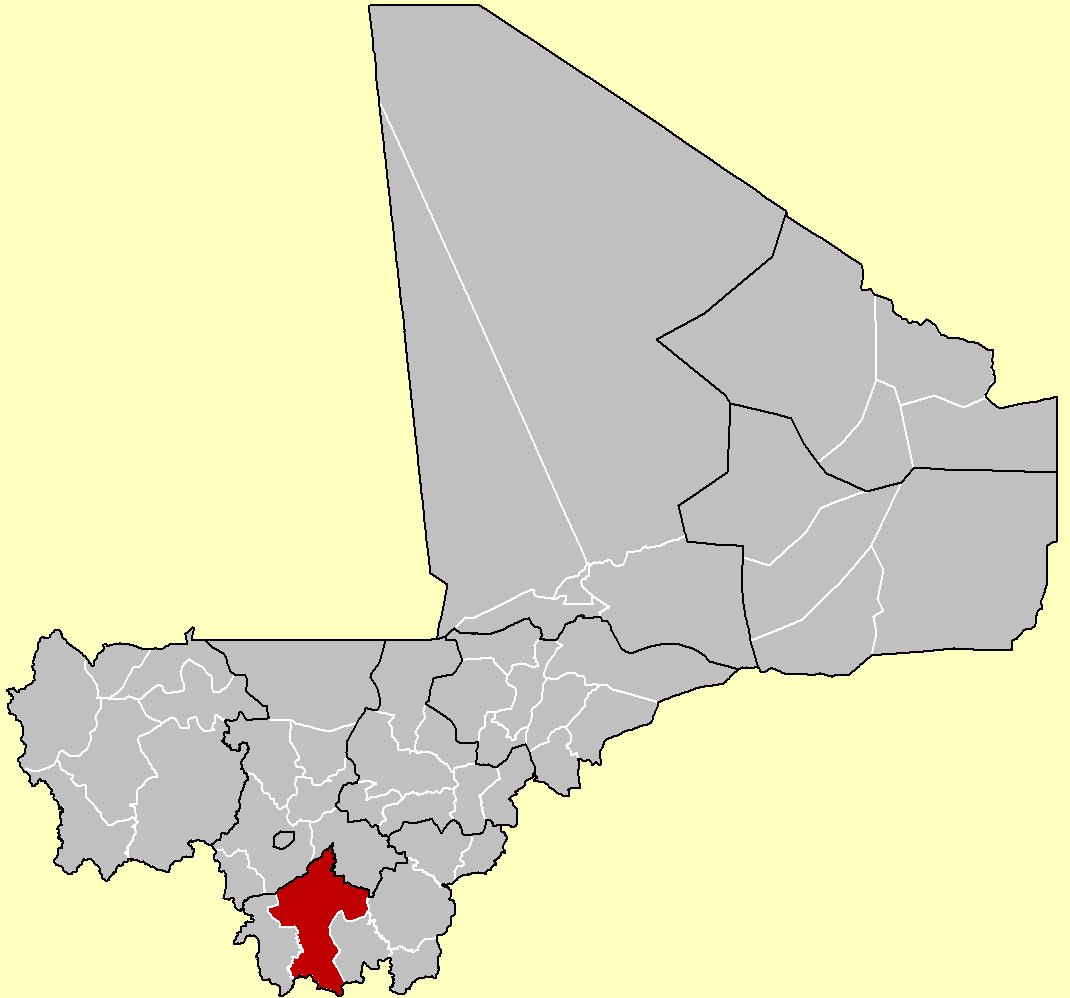

布古尼省（法語：Cercle de Bougouni），是馬里的省份，位於該國南部，由錫卡索區負責管轄，首府設於布古尼，面積20,028平方公里，2009年人口459,509，人口密度每平方公里23人。